# Leopoldo d'Asburgo-Lorena
Leopoldo d'Asburgo-Lorena (in tedesco Leopold Maria Alfons Blanka Karl Anton Beatrix Michael Joseph Peter Ignatz von Österreich-Toskana; Zagabria, 30 gennaio 1897 – Willimantic, 14 marzo 1958) fu un membro della famiglia imperiale austriaca, nato arciduca d'Austria, principe reale di Boemia e d'Ungheria, principe di Toscana.

## Biografia
Leopoldo era nato a Agram (storico nome della città di Zagabria). Era il figlio dell'arciduca Leopoldo Salvatore d'Asburgo-Lorena, principe di Toscana, e di sua moglie, l'infanta Bianca di Borbone-Spagna, figlia di Carlo Maria di Borbone-Spagna, pretendente carlista al trono di Spagna.

## Carriera
Durante la prima guerra mondiale servì come tenente d'artiglieria nell'esercito austro-ungarico con il fratello maggiore, l'arciduca Ranieri. Prese parte alla battaglia di Medeazza, vicino a Trieste e alla battaglia del fiume Piave.
Dopo la caduta della monarchia asburgica e l'istituzione della Prima Repubblica Austriaca, rinunciò ai suoi diritti sul trono austriaco per poter rimanere in Austria.

## Matrimoni

### Primo Matrimonio
Leopoldo era innamorato della baronessa Dagmar Nicolics-Podrinska (15 luglio 1898-15 novembre 1967), membro della nobiltà croata. I suoi genitori erano inizialmente contrari al matrimonio poiché Dagmar non apparteneva a una famiglia reale. Il matrimonio ebbe luogo a Vienna il 12 aprile 1919. Il loro era un matrimonio morganatico. Dagmar ricevette il titolo di baronessa von Wolfenau. La coppia ebbe una figlia:
- Gabriella d'Asburgo-Lorena (15 maggio 1921-1996), creata contessa di Wolfenau nel 1922, sposò Jan van der Mühll, un banchiere svizzero, ebbero tre figli[2].

Tramite sua madre, dopo la morte di suo zio Giacomo, duca di Madrid, nel 1931, Leopoldo fu erede delle pretese carliste al trono di Spagna, ma dopo aver rinunciato al suo status aristocratico al suo matrimonio morganatico nel 1919, rinunciò alle affermazioni a favore del fratello minore, l'arciduca Carlo Pio, ma li riprese di nuovo dopo la morte del fratello. Tramite sua nonna, la principessa Maria Immacolata di Borbone-Due Sicilie era al 300º posto in linea di successione al trono britannico.
Nel 1930 l'arciduca Leopoldo fu accusato di furto in relazione alla vendita di una collana che era stata in possesso della cognata dell'imperatore Francesco Giuseppe I d'Austria, l'infanta Maria Teresa di Portogallo. La collana, del valore di 400000 $, era stata un regalo per una precedente Asburgo, Maria Luisa, da parte di suo marito Napoleone Bonaparte.

### Secondo Matrimonio
Nel 1931 Leopoldo e Dagmar divorziarono. Leopoldo emigrò negli Stati Uniti dove era conosciuto come "Mr. Leopold H (absburg) Lorraine". Nel 1932 sposò Alicia Gibson Coburn (20 gennaio 1898-25 agosto 1960). Non ebbero figli e la coppia divorziò nel 1934.

## Morte
Per un certo periodo Leopoldo cercò una carriera a Hollywood ed ebbe diversi ruoli secondari. Si trasferì a Willimantic, nel Connecticut, dove si stabilì in una piccola casa con la sua seconda moglie e trascorse il resto della sua vita come operaio. Divenne cittadino americano nel 1953.
Morì il 14 marzo 1958 a Willimantic. Le sue ceneri sono nella tomba n°91 della Cripta Imperiale di Vienna.

## Ascendenza
|                                         |                                  |                                       | Genitori                            |  |  | Nonni |  |  | Bisnonni               |  |  | Trisnonni                 |  |
|                                         |                                  |                                       |                                     |  |  |       |  |  | Leopoldo II di Toscana |  |  | Ferdinando III di Toscana |  |
|                                         |                                  |                                       |                                     |  |  |       |  |  | Leopoldo II di Toscana |  |  | Ferdinando III di Toscana |  |
|                                         |                                  | Luisa Maria Amalia di Borbone-Napoli  |                                     |  |  |       |  |  | Leopoldo II di Toscana |  |  |                           |  |
| Carlo Salvatore d'Asburgo-Lorena        |                                  |                                       |                                     |  |  |       |  |  | Leopoldo II di Toscana |  |  |                           |  |
|                                         |                                  | Maria Antonia di Borbone-Due Sicilie  | Francesco I delle Due Sicilie       |  |  |       |  |  |                        |  |  |                           |  |
|                                         |                                  | Maria Antonia di Borbone-Due Sicilie  | Francesco I delle Due Sicilie       |  |  |       |  |  |                        |  |  |                           |  |
|                                         |                                  | Maria Antonia di Borbone-Due Sicilie  | Maria Isabella di Borbone-Spagna    |  |  |       |  |  |                        |  |  |                           |  |
| Leopoldo Salvatore d'Asburgo-Lorena     |                                  | Maria Antonia di Borbone-Due Sicilie  |                                     |  |  |       |  |  |                        |  |  |                           |  |
|                                         |                                  | Ferdinando II delle Due Sicilie       | Francesco I delle Due Sicilie       |  |  |       |  |  |                        |  |  |                           |  |
|                                         |                                  | Ferdinando II delle Due Sicilie       | Francesco I delle Due Sicilie       |  |  |       |  |  |                        |  |  |                           |  |
|                                         |                                  | Ferdinando II delle Due Sicilie       | Maria Isabella di Borbone-Spagna    |  |  |       |  |  |                        |  |  |                           |  |
| Maria Immacolata di Borbone-Due Sicilie |                                  | Ferdinando II delle Due Sicilie       |                                     |  |  |       |  |  |                        |  |  |                           |  |
|                                         |                                  | Maria Teresa d'Asburgo-Teschen        | Carlo d'Asburgo-Teschen             |  |  |       |  |  |                        |  |  |                           |  |
|                                         |                                  | Maria Teresa d'Asburgo-Teschen        | Carlo d'Asburgo-Teschen             |  |  |       |  |  |                        |  |  |                           |  |
|                                         |                                  | Maria Teresa d'Asburgo-Teschen        | Enrichetta di Nassau-Weilburg       |  |  |       |  |  |                        |  |  |                           |  |
| Leopoldo d'Asburgo-Lorena               |                                  | Maria Teresa d'Asburgo-Teschen        |                                     |  |  |       |  |  |                        |  |  |                           |  |
|                                         | Giovanni Carlo di Borbone-Spagna | Carlo Maria Isidoro di Borbone-Spagna |                                     |  |  |       |  |  |                        |  |  |                           |  |
|                                         | Giovanni Carlo di Borbone-Spagna | Carlo Maria Isidoro di Borbone-Spagna |                                     |  |  |       |  |  |                        |  |  |                           |  |
|                                         | Giovanni Carlo di Borbone-Spagna | Maria Francesca di Braganza           |                                     |  |  |       |  |  |                        |  |  |                           |  |
| Carlo Maria di Borbone-Spagna           | Giovanni Carlo di Borbone-Spagna |                                       |                                     |  |  |       |  |  |                        |  |  |                           |  |
|                                         |                                  | Maria Beatrice d'Austria-Este         | Francesco IV d'Austria-Este         |  |  |       |  |  |                        |  |  |                           |  |
|                                         |                                  | Maria Beatrice d'Austria-Este         | Francesco IV d'Austria-Este         |  |  |       |  |  |                        |  |  |                           |  |
|                                         |                                  | Maria Beatrice d'Austria-Este         | Maria Beatrice di Savoia            |  |  |       |  |  |                        |  |  |                           |  |
| Bianca di Borbone-Spagna                |                                  | Maria Beatrice d'Austria-Este         |                                     |  |  |       |  |  |                        |  |  |                           |  |
|                                         |                                  | Carlo III di Parma                    | Carlo II di Parma                   |  |  |       |  |  |                        |  |  |                           |  |
|                                         |                                  | Carlo III di Parma                    | Carlo II di Parma                   |  |  |       |  |  |                        |  |  |                           |  |
|                                         |                                  | Carlo III di Parma                    | Maria Teresa di Savoia              |  |  |       |  |  |                        |  |  |                           |  |
| Margherita di Borbone-Parma             |                                  | Carlo III di Parma                    |                                     |  |  |       |  |  |                        |  |  |                           |  |
|                                         |                                  | Luisa Maria di Borbone-Francia        | Carlo Ferdinando di Borbone-Francia |  |  |       |  |  |                        |  |  |                           |  |
|                                         |                                  | Luisa Maria di Borbone-Francia        | Carlo Ferdinando di Borbone-Francia |  |  |       |  |  |                        |  |  |                           |  |
|                                         |                                  | Luisa Maria di Borbone-Francia        | Carolina di Borbone-Due Sicilie     |  |  |       |  |  |                        |  |  |                           |  |
|                                         |                                  | Luisa Maria di Borbone-Francia        |                                     |  |  |       |  |  |                        |  |  |                           |  |